# Sbiten

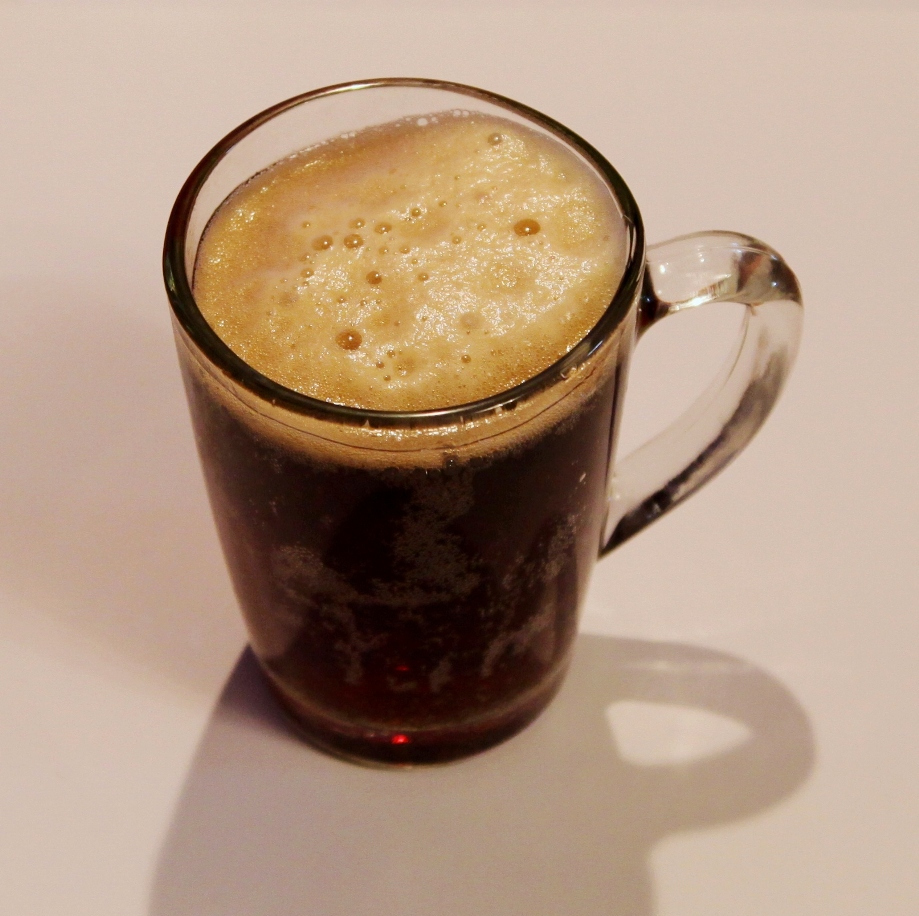
Sbiten

El sbiten o zbiten (del ruso: сбитень, збитень) es una bebida tradicional rusa de invierno. Mencionada por primera vez en las crónicas eslavas en 1128, su popularidad se mantuvo en todos los estratos de la sociedad rusa hasta el siglo XIX, en el que se sustituyó por té. Al igual que la hidromiel y el medovuja, el sbiten se basa en una mezcla de miel, agua y especias. En el libro del siglo XVI Domostrói se describe una receta de esta bebida. Al contrario que el kvass, el sbiten tiene una preparación sencilla. Primero se cuecen por separado la miel y los zumos y especias, después se mezclan y se cuecen de nuevo. Además se toma con ají y ajo.
- Datos: Q2092285
- Multimedia: Sbiten / Q2092285